# Film métallisé
Un film métallisé est un film plastique recouvert d'une fine couche de métal, généralement de l'aluminium. Il offre l'aspect métallique brillant d'une feuille d'aluminium à un poids et à un coût réduits. Les films métallisés sont largement utilisés à des fins décoratives et dans les emballages alimentaires, ainsi que pour des applications spéciales telles que l'isolation et l'électronique. 

## Fabrication
La métallisation est effectuée à l'aide d'un procédé de dépôt physique par phase vapeur. Le métal est chauffé et évaporé sous vide. Il se condense sur le film plastique froid, qui est déroulé près de la source de vapeur métallique.  
Ce revêtement est beaucoup plus mince qu’une feuille métallique pouvant être fabriquée, dans l’intervalle de 0,5 micromètre. 

## Composition
Bien que les films les plus couramment utilisés pour la métallisation soient en polypropylène orienté ou en polytéréphtalate d'éthylène (PET), le polyamide, le polyéthylène et le polypropylène coulé sont également utilisés. 
L'aluminium est le métal le plus couramment utilisé pour le dépôt, mais d'autres métaux tels que le nickel ou le chrome sont également utilisés. 

## Propriétés
Le film plastique amène une ténacité supérieure, la possibilité d'être thermosoudé et une masse volumique inférieure à un coût inférieur à celui d'une feuille d'aluminium. Cela confère aux films métallisés certains avantages par rapport aux feuilles d'aluminium et aux stratifiés à feuille d'aluminium. 
Le revêtement métallique amène une surface argentée réfléchissante semblable à celle d'une feuille d'aluminium et réduit la perméabilité du film à l'humidité, au dioxygène et à la lumière. 
|                             | Perméabilité du film à l'humidité (g/m 2 .jour) | Perméabilité du film au dioxygène (mL/m 2 .jour) | Perméabilité du film à la lumière UV (transmittance %) |
| --------------------------- | ----------------------------------------------- | ------------------------------------------------ | ------------------------------------------------------ |
| Film PET de 12,7 μm         | 31                                              | 465                                              | 91                                                     |
| Film PET métallisé          | 0,8                                             | 1,2                                              | 5                                                      |
| Feuille d'aluminium de 6 μm | 0                                               | 0                                                | 0                                                      |

On pensait que les films métallisés remplaceraient les stratifiés en feuille d’aluminium, mais les films actuels ne peuvent toujours pas atteindre les propriétés de barrière des stratifiés en feuille d’aluminium. Certains films métallisés à très haute barrière sont disponibles à base d'EVOH, mais ne sont pas encore rentables face aux stratifiés à feuille d'aluminium.
Les films métallisés sont extrêmement inflammables.

## Utilisation

### Décoration

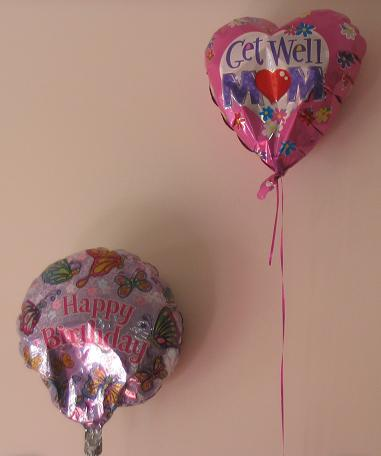
Films métallisés utilisés pour ballons

Les films métallisés ont d'abord été utilisés à des fins décoratives en tant que guirlandes de Noël et continuent de l'être pour des articles tels que des emballages et des rubans. Les ballons de fantaisie métalliques remplis d'hélium sont fabriqués à partir de PET bi-orienté métallisé et sont souvent appelés ballons Mylar dans le commerce. 

### Emballage
Les films PET et PP métallisés ont tous deux remplacé les films stratifiés pour des produits tels que les grignotines, le café et les bonbons, qui ne nécessitent pas la barrière supérieure des feuilles d'aluminium. Le polyamide et le polyéthylène métallisés sont utilisés sur le marché de l'exportation de la viande. La perméation contrôlée prolonge la durée de vie.
Les films métallisés sont utilisés comme suscepteurs pour la cuisson au four à micro-ondes. Un exemple est le sac à pop-corn pour micro-ondes.
De nombreux produits alimentaires sont également emballés avec des films métallisés à des fins esthétiques uniquement, car ils produisent un emballage plus brillant que les produits concurrents utilisant du papier imprimé ou des films plastiques.

### Isolation
Les films PET métallisés sont utilisés dans les combinaisons spatiales de la NASA pour refléter le rayonnement thermique, pour maintenir les astronautes au chaud. Ils sont aussi utilisés par les pompiers pour se protéger de la chaleur dégagée par les feux de carburant. Les couvertures de survie sont également utilisées dans les situations d'urgences pour se protéger des rayons du soleil ou pour limiter les déperditions de chaleur corporelle.

### Électronique
Les films métallisés sont utilisés comme diélectrique dans la fabrication d'un type de condensateur utilisé dans les circuits électroniques. 
Les films PET métallisés ont été utilisés comme conteneur antistatique pour des matériaux d'isolation thermique et phonique utilisés dans les avions. 